# Malé
Malé je glavno mesto Maldivov in s približno 133.500 prebivalci (po popisu leta 2014) daleč največje naselje v tej otoški državi v Indijskem oceanu, v katerem živi več kot tretjina vseh Maldivijcev. Je upravno, gospodarsko in kulturno središče Maldivov, večina turistov pa se glavnemu mestu izogne in so nastanjeni po drugih atolih otočja.
Administrativno območje se razprostira na jugu atola Kaafu približno v sredini otočja; drugo ime atola je Malé, vendar je istoimensko mesto ločena upravna enota od preostanka atola. Pod okrilje mesta Malé poleg koralnega otoka Malé, kjer je skoncentrirana večina poselitve, spadajo še trije otoki: Vilingili proti zahodu, letališki otok Hulhulé proti severovzhodu in umetni otok Hulhumalé severno od Hulhuléja, kjer mestne oblasti intenzivno gradijo nove stanovanjske in industrijske kapacitete.
Zemljevid upravne delitve mesta Malé
Med znamenitostmi so Trg neodvisnosti ob severni obali glavnega otoka, Islamski center, ki je hkrati največja mošeja, ob južnem robu trga in Petkova mošeja iz 17. stoletja. Maldivi so izrazito muslimanska država, kjer so druge veroizpovedi prepovedane. Nezdružljivost verskih zapovedi z množičnim turizmom rešujejo tako, da so obiskovalci segregirani na temu namenjenih otokih v drugih delih države, od potovanja med otoki pa tujce odvračajo, tako da sam Malé ni množično obiskan. Glavni otok je s skoraj 50.000 prebivalci na kvadratni kilometer eden najgosteje naseljenih otokov na svetu.
Podobno kot preostanek otočja mesto ogroža naraščanje vodne gladine zaradi globalnih podnebnih sprememb. Izpostavljenost stavb ob obali so zmanjšali z izgradnjo tri metre visokega zidu, ki obkroža praktično ves glavni otok in mu domačini pravijo Veliki zid, prenaseljenost otoka pa z izgradnjo otoka Hulhulmalé, kamor naj bi po načrtih sčasoma preselili polovico prebivalcev Maldivov.